# Unteres Remstal und Backnanger Bucht
Das FFH-Gebiet Unteres Remstal und Backnanger Bucht ist ein im Jahr 2005 durch das Regierungspräsidium Stuttgart nach der Richtlinie 92/43/EWG (Fauna-Flora-Habitat-Richtlinie) angemeldetes Schutzgebiet (Schutzgebietskennung DE-7121-341) im deutschen Bundesland Baden-Württemberg. Mit Verordnung des Regierungspräsidiums Stuttgart zur Festlegung der Gebiete von gemeinschaftlicher Bedeutung vom 30. Oktober 2018 (in Kraft getreten am 11. Januar 2019), wurde das Schutzgebiet ausgewiesen.

## Lage
Das weit zerstreute, 795,7 Hektar große Schutzgebiet gehört zu den Naturräumen 107 – Schurwald und Welzheimer Wald, 108 – Schwäbisch-Fränkische Waldberge und 123 – Neckarbecken. Es liegt zwischen Remseck am Neckar und Auenwald und erstreckt sich über die Markungen von zehn Städten und Gemeinden. 
Landkreis Ludwigsburg:
- Affalterbach: 96,3345 ha = 12 %
- Remseck am Neckar: 104,3624 ha = 13 %

Rems-Murr-Kreis:
- Althütte: 8,0278 ha = 1 %
- Auenwald: 160,5575 ha = 20 %
- Backnang: 8,0278 ha = 1 %
- Burgstetten: 24,0836 ha = 3 %
- Fellbach: 16,0557 ha = 2 %
- Schwaikheim: 8,0278 ha = 1 %
- Waiblingen: 256,8921 ha = 32 %
- Weissach im Tal: 120,4181 ha = 15 %

## Beschreibung und Schutzzweck
Mäandrierende Rems mit natürlicher Fließdynamik, Hangwälder am Steilufer von Neckar und Rems, naturnah mäandrierender Unterlauf des Buchenbaches, Streuobstwiesenhänge und Laubwälder entlang des Keuperstufenrandes.

### Lebensraumklassen
(allgemeine Merkmale des Gebiets) (prozentualer Anteil der Gesamtfläche)
Angaben gemäß Standard-Datenbogen aus dem Amtsblatt der Europäischen Union
|                                                                       |                                                                       |  |      |      |
| N09 – Trockenrasen, Steppen                                           | N09 – Trockenrasen, Steppen                                           |  | 8 %  | 8 %  |
| N10 – Feuchtes und mesophiles Grünland                                | N10 – Feuchtes und mesophiles Grünland                                |  | 30 % | 30 % |
| N15 – Anderes Ackerland                                               | N15 – Anderes Ackerland                                               |  | 8 %  | 8 %  |
| N16 – Laubwald                                                        | N16 – Laubwald                                                        |  | 25 % | 25 % |
| N17 – Nadelwald                                                       | N17 – Nadelwald                                                       |  | 2 %  | 2 %  |
| N19 – Mischwald                                                       | N19 – Mischwald                                                       |  | 25 % | 25 % |
| N22 – Binnenlandfelsen, Geröll- und Schutthalden, Sandflächen         | N22 – Binnenlandfelsen, Geröll- und Schutthalden, Sandflächen         |  | 1 %  | 1 %  |
| N23 – Sonstiges (Städte, Straßen, Deponien, Gruben, Industriegebiete) | N23 – Sonstiges (Städte, Straßen, Deponien, Gruben, Industriegebiete) |  | 1 %  | 1 %  |
|                                                                       |                                                                       |  |      |      |

### Lebensraumtypen
Folgende Lebensraumtypen nach Anhang I der FFH-Richtlinie kommen im Gebiet vor:
| EU Code | Lebensraumtyp (offizielle Bezeichnung)                                                                | Kurzbezeichnung                      | Fläche in Hektar |
| ------- | --- | ------------------------------------ | ---------------- |
| 3150    | Natürliche eutrophe Seen mit einer Vegetation des Magnopotamions oder Hydrocharitions                 | Natürliche nährstoffreiche Seen      | 001,00           |
| 6110    | Lückige basophile oder Kalk-Pionierrasen (Alysso-Sedion albi)                                         | Basenreiche oder Kalk-Pionierrasen   | 000,007          |
| 6430    | Feuchte Hochstaudenfluren der planaren und montanen bis alpinen Stufe                                 | Feuchte Hochstaudenfluren            | 002,12           |
| 6510    | Magere Flachland-Mähwiesen (Alopecurus pratensis, Sanguisorba officinalis)                            | Magere Flachland-Mähwiesen           | 0075,00          |
| 7220    | Kalktuffquellen (Cratoneurion)                                                                        | Kalktuffquellen                      | 001,30           |
| 8210    | Kalkfelsen mit Felsspaltenvegetation                                                                  | Kalkfelsen mit Felsspaltenvegetation | 000,20           |
| 8310    | Nicht touristisch erschlossene Höhlen                                                                 | Höhlen und Balmen                    | 000,001          |
| 9110    | Hainsimsen-Buchenwald (Luzulo-Fagetum)                                                                | Hainsimsen-Buchenwald                | 0018,10          |
| 9160    | Subatlantischer oder mitteleuropäischer Stieleichenwald oder Eichen-Hainbuchenwald (Carpinion betuli) | Sternmieren-Eichen-Hainbuchenwald    | 006,40           |
| 9180    | Schlucht- und Hangmischwälder (Tilio-Acerion)                                                         | Schlucht- und Hangmischwälder        | 001,80           |
| 91E0    | Auen-Wälder mit Alnus glutinosa und Fraxinus excelsior (Alno-Padion, Alnion incanae, Salicion albae)  | Auenwälder mit Erle, Esche, Weide    | 0016,60          |

### Zusammenhängende Schutzgebiete
Mehrere Landschaftsschutzgebiete überschneiden sich ganz oder teilweise mit dem FFH-Gebiet. Das Gebiet liegt mit 45 % seiner Fläche im Vogelschutzgebiet Unteres Remstal und 35 % des Gebiets liegen im Naturpark Schwäbisch-Fränkischer Wald. Folgende Naturschutzgebiete liegen im FFH-Gebiet:
- Buchenbachtal
- Oeffinger Scillawald
- Unteres Remstal